# 尼夫赫文学
尼夫赫文学（Нивхская литература）——指居住在远东地区阿穆尔河下游以及萨哈林岛北部东西海岸的土著少数民族尼夫赫人（Нивхи）的文学。
一般认为，在1931年之前，尼夫人没有文字，只有民间口头创作。俄罗斯学者列夫·雅科夫列维奇·施滕贝格（Лев Штернберг, 1861—1927）是最早研究尼夫人物质和精神文化的学者之一。
在苏联时期，Е. А. 克列伊诺维奇（Е. А. Крейнович）、В. Н. 萨韦利耶娃（В. Н. Савельева）、В. З. 潘菲洛夫（В. З. Панфилов）等人规范了尼夫赫语的语法并撰写了其他相关著作。尼夫赫人中也涌现出许多研究本民族历史和民族学的学者，如历史学博士丘涅尔·米哈伊洛维奇·塔克萨米（Чунер Таксами），以及语言学家Г. А. 奥泰纳（Г. А. Отаина）等。
在尼夫赫族作家中，最著名的是弗拉基米尔·米哈伊洛维奇·桑吉（Владимир Санги）（讲东萨哈林方言）——他是诗人、散文作家、尼夫民间文学的收集者（作品有《尼夫传说》，1961年；《萨哈林尼夫人的史诗》，2013年等）。在尼夫语言和文学领域工作的重要人物还有：作家叶夫根尼·帕夫洛维奇·古丹（Евгений Гудан）（作品如《鹰月来临》2002年，《我生命之河》2006年，《尼夫童话》2011年，《繁衍传说》2012年）以及尼夫语教学法专家Н. Г. 别索诺娃（Н. Г. Бессонова）（作品如《阿兹里克》2001年，《学龄前儿童学习尼夫语时的正确发音培养》2000年）等人。